# I. Muávija omajjád kalifa
Muávija ibn Abi Szufján (arab betűkkel معاوية بن أبي سفيان – Muʿāwīya ibn Abī Sufyān; Mekka, 600–603 k. – Damaszkusz, 680. május 6.) volt az iszlám ötödik kalifája (uralkodott 661. január 24-étől haláláig), egyben a 750-ig uralkodó Omajjád-dinasztia alapítója. Az Omajjádok ún. szufjánida ágához tartozott.

## Származása, ifjúkora
A befolyásos és gazdag Umajja-törzsbe tartozó Muávija apja, Abu Szufján ibn al-Harb a Mohamed próféta mellé álló társak (szahába) egyike volt, de korábban a mekkai kereskedőelit egyik legkiemelkedőbb képviselőjeként üldözte az iszlámot. Mekka 630-as elfoglalásakor azonban feleségével, Hind bint Utbával együtt felvette a muszlimok hitét, és a legharcosabb hívek egyikévé vált – Táif ostrománál elveszítette egyik, majd a jarmúki ütközetben a másik szemét, lányát, az Umm Habíba néven is ismert Ramlát pedig Mohamedhez adta feleségül. A 600 körül született Muávija így a próféta sógora lett.

## Szíria helytartója
Muáviját I. Omár kalifa 640-ben nevezte ki bátyja, Jazíd ibn Abi Szufján helyére a 634-től meghódított Szíria élére. Damaszkuszi emírsége alatt sok gondot okozott II. Kónsztansz bizánci uralkodónak. Az arab hadak 642 óta támadták Örményországot, 647-ben pedig betörtek Kappadókia és Phrügia területére. Kaiszareiát sikerült is elfoglalniuk, de Amorion erődítményével már nem birkóztak meg. Így is hatalmas zsákmánnyal tértek haza.
Muávija nevéhez fűződik az arab flotta kiépítése. 649-ben az új hajóhad elfoglalta Ciprust, majd a bizánciak által kikönyörgött fegyverszünet során megerősödve 654-ben arab kézre került Rodosz és Kósz, Krétát pedig kirabolták és végigdúlták a muszlimok. (Ekkor adták el egy edesszai zsidó kereskedőnek a Kr. e. 225-ben földrengésben megsemmisült rodoszi kolosszus maradványait.) Muávija hódításainak célja egyértelműen Konstantinápoly leigázásának megkönnyítése volt. 655-ben a császár úgy döntött, hogy ellencsapást indít. A finikei csata az arabok teljes győzelmével végződött, de Muávija nem tudta learatni a babérokat, mivel egyre jobban belebonyolódott a távoli rokona, Oszmán kalifa alatt kibontakozó belharcokba. 656-ban Oszmánt meg is gyilkolták, mire Ali ellenében Muávija is síkra szállt a trónért. Ilyen helyzetben kénytelen volt békét kötni Bizánccal, sőt még rendszeres adófizetésre is kötelezte magát.

## A hatalom megszerzése
Ahogy megszerezte az iszlám vezetését, Alinak mindjárt két ellenséges góccal kellett szembesülnie. Az Omár örökösödésénél a hatos tanácsban részt vevő Talha ibn Ubajd Alláh és Zubajr ibn al-Avvám Mekkába sietett, ahol Áisával, a próféta kedvenc feleségével összefogva megalakították az ún. medinai pietisták körét, amely mind Oszmánt, mind Alit elítélte. A másik ellenfél maga Muávija volt, aki megtagadta a hűségesküt Alinak, és követelte, hogy vizsgálják ki: vétkes volt-e Oszmán az újítások bevezetésében, vagy nem. Amennyiben igen, úgy meggyilkolása jogszerű volt, de ha nem, akkor Alinak kötelessége megfizetnie a vérdíjat. Ezzel tört ki az iszlám történetének első polgárháborúja, az első fitna.
Ali, miután leszámolt a pietistákkal és konszolidálta helyzetét Irakban, a kipróbált hadsereggel rendelkező Muávija ellen vonult. A síiták szerint a képmutató és hatalomvágyó emír kezdettől fogva a kalifátusra tört, míg a szunnita interpretációkban a jogos bosszú vágya kap hangsúlyt. Mivel Ali nem szolgáltatott igazságot a gyilkosok ügyében, Muávija bűnrészességgel vádolta meg és megtagadta a hűségesküt. Egyúttal tartományának lakosságát is a kalifa ellen hangolta Oszmán véres köpenyének és özvegye, Náila levágott ujjainak felmutatásával. 657 júliusában csapott össze a két sereg a sziffíni ütközetben, az Eufrátesz partján, bár már májusban elfoglalták pozícióikat, és azóta kisebb csetepaték zajlottak. A csata az Egyiptomot meghódító Amr ibn al-Ász vezette szíriaiak számára alakult rosszul: Malik ibn Astar hadai megszorongatták őket. Ekkor Ibn al-Ász tanácsára Muávija erői Korán-példányokat tűztek a lándzsáikra, ezzel megfékezve Ali hadainak támadását.
Tárgyalások kezdődtek, és a felek megállapodtak abban, hogy bizottság alakul Oszmán meggyilkolásának kivizsgálására. Ali megtarthatta trónját, Muávija pedig a tartományát, a seregek pedig szétváltak. A kalifát a baszrai kormányzó, Abu Músza al-Asari, a szíriai emírt pedig Amr ibn al-Ász képviselte. Hónapokig tartó előtanulmányokat követően Dúmat al-Dzsandal oázisában találkozott a két tárgyalófél, ahol Ali ellen foglaltak állást. A kalifa elutasította a döntést azon a címen, hogy ellenkezik a Korán szellemiségével és a prófétai hagyományokkal (szunna). Mielőtt azonban újból megindította volna hadait Szíria felé, leszámolt belső ellenzékével, a tárgyalásai miatt őt elítélő háridzsitákkal. Ez olyan mértékű presztízsveszteség volt számára, hogy annyi támogatója sem maradt, amennyivel szembeszállhatott volna Muávijával.
A kudarcot követően Adruhban számos muszlim gyűlt össze, hogy kalifát válasszanak. A döntést ezúttal is Ibn al-Ász és Abu Músza kezébe adták, ők azonban nem jutottak egyezségre. Ibn al-Ász Muávija mellett foglalt állást, partnere viszont egy bizottságra akarta bízni az új uralkodó kiválasztását. (Ali megerősítésének lehetősége ekkor már fel sem merült.) A tárgyalások során Muáviját hívei kalifává kiáltották ki, ő pedig megszállta Egyiptomot. Az Arábiát és Irakot továbbra is ellenőrző Ali ellen azonban vonakodott fellépni, helyette inkább igyekezett az elégedetlenséget szítani alattvalói körében. Számításai helyesnek bizonyultak. Alit egy háridzsita sebesítette meg a fején halálosan, bosszúból hitsorsosai lemészárlása miatt a kúfai mecsetben, imádkozás közben. Így, miután al-Haszant, Ali legidősebb fiát hivatalosan is lemondatta trónigényéről, Muávija és vele az Omajjádok ölébe hullott a kalifátus. A síiták szerint a gyilkosság kitervelése Muávija bűne.

## Kalifátusa

### Hódítások Muávija alatt
Bár a fitna megtorpanásra késztette az arab előrenyomulást, Muávija alatt elérkező hosszú belbéke alatt új lendületet kapott a muszlimok terjeszkedése. A Baszrát és Kúfát felügyelő erős kezű kormányzók, al-Mugíra ibn Suba és Zijád ibn Abíhi koordinálta a Perzsia keleti részéről induló terjeszkedést is, amely ekkor elért az Amu-darja és az Indus partjaiig – sőt, egy előretolt alakulat egészen Lahor városáig jutott (664). Nyugaton Ukba ibn Náfi volt az, aki a legtöbbet tette az iszlám ügyéért. 670-ben megalapította Kairuán városát, amely az egyiptomi Fusztát helyét vette át a nyugati terjeszkedés bázisaként. (Egyiptomot egyébként Muávija trónra kerülése után 663-ban bekövetkezett haláláig Amr ibn al-Ász kormányozta.) 675-ben egy időre visszahívták tartományából, mely az Ifríkija nevet kapta, ahol kegyes muszlimként igyekezett a helyi lakosságot és a berbereket megtéríteni. A legnagyobb hangsúlyt azonban a Bizánc elleni harcok kapták: Muávija folytatni akarta a kormányzóként megkezdett munkát.

### Bizánci háborúk
Hatalmát megszilárdítva 663-ban felújította rabló-pusztító portyáit Kis-Ázsia belsejében, és az Égei-tengeren is egyre közeledett Konstantinápoly felé. Ciprus, Rodosz és Kósz után Khiosz és 670-ben Küzikosz félszigete is arab kézbe került, míg a szárazföldi hadak nemegyszer egészen Khalkédónig jutottak a Boszporusz ázsiai partján. IV. Kónsztantinosz fővárosa veszélyben volt. Hogy mozgásterét szélesítse, a kalifa 672-ben még Szmürna, illetve Lükia és Kilikia meghódításáról is gondoskodott.
A fő csapás 674-ben indult el. Ezen a nyáron félelmetes nagyságú szaracén flotta kezdett az erős falakkal védett főváros ostromába, és miután őszre visszavonult Küzikoszba, a következő nyáron ott folytatták a támadást, ahol előbb abbahagyták. A tengeri háború 678-ban ért véget, amikor is a nagy veszteségekre való tekintettel az arab hajóhad elhagyta Konstantinápoly vizeit. Nem kis szerepe volt ebben a szíriai származású építész, Kallinikosz találmányának, a görögtűznek, amellyel heves, elolthatatlan tüzet tudtak okozni a bizánciak támadóik hajóin.
A visszavonuló arab hajókat Pamphülia partvidékén a vihar is megtizedelte, amellett ebben az évben a szárazföldön is sikerült megsemmisítő csapást mérni a muszlim harcosokra. Muávija 30 évre békét kötött, és évi 3000 aranyat, illetve 50 rabszolgát és lovat ígért a császárnak.

## Utódlása, emlékezete
Muávija rendkívül idős korban, körülbelül 80 évesen hunyt el fővárosában. Előzőleg a mértékadó körökkel elismertette fia, Jazíd jogát a trónra, és ő nagyobb ellenkezés nélkül át is vette holta után a trónt. Az ékesszóló, vendégszerető, az ellenzékét üldözés helyett ajándékokkal magához kötő, jelentős katonai eredményekkel büszkélkedő és az államháztartást is egyensúlyban tartó kalifát az iszlám hívei nagyrészt megbecsülik, amit az is jelez, hogy az Omajjádok közül csak az ő, és a kegyessége miatt sokszor a helyesen vezetettek közé sorolt II. Omár sírját nem bolygatták meg a későbbiekben. A síiták azonban Ali elleni harca miatt elítélik, féktelenül hatalomvágyónak tekintik, aki hatalmas bűnt követett el a Mohamed veje elleni harccal.